# Tamas
Tamas of Tamoguna (Sanskriet तमोगुण ) is in de Indiase filosofie een van de drie guna's of hoedanigheden van de natuur, en duidt op de structuureigenschap der dingen. Deze guna wordt geassocieerd met de kleur groen. Als adjectief wordt in het Nederlands de term tamasisch gebruikt.
Tamas in overdosis wordt ook geassocieerd met status quo, passiviteit, lethargie, en ontbinding.